# 下派泰尼
下派泰尼（匈牙利語：Alsópetény）是匈牙利诺格拉德州所辖的一个村，与上派泰尼相邻。总面积19.68平方公里，总人口725，人口密度36.8人/平方公里（2011年1月1日）。